# Syncarpia hillii
Syncarpia hillii F.M.Bailey là một loài thực vật có hoa trong Họ Đào kim nương. Loài này được F.M.Bailey miêu tả khoa học đầu tiên năm 1884.